# Meridian, Texas
Meridian är en stad i den amerikanska delstaten Texas med en yta av 5,6 km² och en folkmängd som uppgår till 1 491 invånare (2000). Meridian är administrativ huvudort i Bosque County.